# کیکوچی یوسای
کیکوچی یوسای، کاواهارا ریوهی (انگلیسی: Kikuchi Yōsai; ۲۸ نوامبر ۱۷۸۱ – ۱۶ ژوئن ۱۸۷۸) نقاش اهل ژاپن بود. شهرت وی بیشتر به علت کشیدن پرتره‌های تک رنگ از شخصیت‌های تاریخی است.